# 文斯冰原島峰
77°30′S 163°22′E / 77.500°S 163.367°E
文斯冰原島峰（英語：Vince Nunatak），是南極洲的冰原島峰，位於維多利亞地的斯科特海岸，處於卡特冰原島峰附近，該島峰現時由南極條約體系管理。